# قصر کریگ‌داروک
قصر کریگ‌داروک (انگلیسی: Craigdarroch Castle) واقع در ویکتوریای بریتیش کلمبیا در کانادا، عمارتی تاریخی متعلق به دوره ویکتوریایی است که از آثار ملی کانادا به‌حساب می‌آید و از سال ۱۹۷۹ تاکنون به موزه مبدل شده‌است.